# بلمونت دل پریورات
بلمونت دل پریورات (به اسپانیایی: Bellmunt del Priorato) یک منطقهٔ مسکونی در اسپانیا است که در پرورات واقع شده‌است. بلمونت دل پریورات ۸٫۹ کیلومتر مربع مساحت دارد.